# Financement d'entreprise
 (janvier 2021).
- Si vous ne connaissez pas le sujet, laissez ce bandeau (vous pouvez alors contacter les auteurs).
- Si vous supprimez le contenu mis en cause (vous pouvez préalablement contacter les auteurs),

argumentez précisément cette suppression dans la page de discussion
(un manque de référence n'est pas un argument ; une recherche réelle de référence doit avoir été effectuée, être formellement documentée).
 (janvier 2021).
 (janvier 2021).
Si vous disposez d'ouvrages ou d'articles de référence ou si vous connaissez des sites web de qualité traitant du thème abordé ici, merci de compléter l'article en donnant les références utiles à sa vérifiabilité et en les liant à la section « Notes et références ».
 (janvier 2021).
La mise en forme du texte ne suit pas les recommandations de Wikipédia : il faut le « wikifier ».
Les points d'amélioration suivants sont les cas les plus fréquents :
- Les titres sont pré-formatés par le logiciel. Ils ne sont ni en capitales, ni en gras.
- Le texte ne doit pas être écrit en capitales (les noms de famille non plus), ni en gras, ni en italique, ni en « petit »…
- Le gras n'est utilisé que pour surligner le titre de l'article dans l'introduction, une seule fois.
- L'italique est rarement utilisé : mots en langue étrangère, titres d'œuvres, noms de bateaux, etc.
- Les citations ne sont pas en italique mais en corps de texte normal. Elles sont entourées par des guillemets français : « et ».
- Les listes à puces sont à éviter, des paragraphes rédigés étant largement préférés. Les tableaux sont à réserver à la présentation de données structurées (résultats, etc.).
- Les appels de note de bas de page (petits chiffres en exposant, introduits par l'outil «  Source ») sont à placer entre la fin de phrase et le point final[comme ça].
- Les liens internes (vers d'autres articles de Wikipédia) sont à choisir avec parcimonie. Créez des liens vers des articles approfondissant le sujet. Les termes génériques sans rapport avec le sujet sont à éviter, ainsi que les répétitions de liens vers un même terme.
- Les liens externes sont à placer uniquement dans une section « Liens externes », à la fin de l'article. Ces liens sont à choisir avec parcimonie suivant les règles définies. Si un lien sert de source à l'article, son insertion dans le texte est à faire par les notes de bas de page.
- La présentation des références doit suivre les conventions bibliographiques. Il est recommandé d'utiliser les modèles {{Ouvrage}}, {{Chapitre}}, {{Article}}, {{Lien web}} et/ou {{Bibliographie}}. Le mode d'édition visuel peut mettre en forme automatiquement les références.
- Insérer une infobox (cadre d'informations à droite) n'est pas obligatoire pour parachever la mise en page.

Pour une aide détaillée, merci de consulter Aide:Wikification.
Si vous pensez que ces points ont été résolus, vous pouvez retirer ce bandeau et améliorer la mise en forme d'un autre article.
Le financement des entreprises ou financement professionnel désigne l’ensemble des moyens de financement dont dispose une entreprise pour financer sa création, ses besoins de trésorerie ou son développement.

## Les besoins de financement professionnel

### Les besoins de financement professionnel
Le financement des entreprises ou financement professionnel désigne l’ensemble des moyens de financement dont dispose une entreprise pour financer :
- Sa création d’entreprise ;
- Ses besoins de trésorerie ;
- Son développement ;
- L’achat de fonds de commerce ;
- La reprise d’entreprise ;
- Des locaux professionnels ;
- Du matériel professionnel…

### Les sources de financement professionnel
Les sources de financement professionnel sont :
- Les modes de financement interne ;
- Les modes de financement externe.

Le choix du mode de financement de l’entreprise dépend de la stratégie et de la situation financière qui est propre à l’entreprise. Elle peut se faire aider par des professionnels du financement tels que des banquiers, experts comptables, courtiers en financement professionnel…

## Les modes de financement interne

### Les fonds propres
Voir capitaux propres, autofinancement.
Les fonds propres (ou capitaux propres) désignent les ressources propres de l’entreprise. Ils désignent la somme du capital social, des réserves, du report à nouveau et des bénéfices de l’exercice. 
Ils sont générés :
- À la création de l’entreprise : par les apports en capitaux venant des associés/actionnaires ;
- Lors d’une augmentation du capital à l’occasion d’une levée de fonds ;
- Par les bénéfices réalisés en raison de l’activité de l’entreprise et du résultat de son exercice.

Les fonds propres servent tout d’abord à financer l’entreprise. Ils sont également un très bon indicateur de la solvabilité de l’entreprise.  

### Les comptes courants d'associés
Voir compte courant d’associés.
Un compte courant d’associés est une créance accordée par un associé de l’entreprise pour des besoins de financement. 
Cette créance peut se manifester de deux manières : 
- Soit sous la forme de montant dû par l’entreprise à son associé, auquel il renonce temporairement (rémunérations, remboursements, dividendes…) ;
- Soit sous la forme d’un montant mis à disposition par l’associé.

Cette créance est remboursable selon les conditions précisées dans les statuts de l’entreprise, le cas échéant dans une convention. De plus, cette créance est rémunérée car le compte courant d’associés est porteur d’intérêts légaux. Des déductions fiscales sont également applicables.

## Les modes de financement externe

### Le financement bancaire
Le financement bancaire regroupe différents types de crédits adaptés aux différents besoins de l’entreprise. Les crédits sont accordés ou non après l’étude d’un dossier de financement. 

#### Crédits à moyen et long termes

##### Crédit d'investissement professionnel
Le crédit d’investissement est un crédit professionnel qui permet à l’entreprise de couvrir des besoins de financement de moyen et long terme.
Il peut financer :
- L’achat de matériel (développement ou renouvellement des immobilisations corporels et/ou incorporels) ;
- L’achat de fonds de commerce ;
- L’achat de local professionnel ;
- La reprise d’entreprise ;
- Le développement de l’entreprise (exemple : travaux et aménagement)…

Des documents sont nécessaires à l’élaboration du dossier de financement. Ainsi sont à présenter : le devis ou la facture « pro forma », le dernier bilan comptable, le compte de résultat et un plan de financement. 
L’étude du dossier de financement se base sur les ratios Fonds propres/Total bilan, Dettes moyen et long terme/Fonds propres et Dettes moyen long terme/Capacité d’autofinancement ; afin d’accorder ou non le crédit d’investissement. 
Le remboursement du crédit d’investissement se compose d'une partie en capital, des intérêts et d'une assurance décès invalidité. Une garantie ou un apport peuvent être demandés. Les conditions de remboursement sont avantageuses car elles sont relativement souples (ex : remboursement par anticipation…).
La durée du prêt, les intérêts, les modalités de remboursement varient en fonction du contrat. (Voir Types de crédits bancaires.)

##### Crédit immobilier professionnel
Le crédit immobilier professionnel est un crédit qui permet à l’entreprise de couvrir des besoins de financement immobilier à usage professionnel de long moyen et long terme. 
Il peut financer : 
- L’achat du local ou de terrain à usage professionnel ;
- La construction d’un local professionnel ;
- Les travaux (rénovation, aménagement, agrandissement) ;
- L’achat de parts au sein du Société civile de placement immobilier (SCPI).

Le remboursement du crédit immobilier se compose d’une partie du capital emprunté, des intérêts dus sur le capital emprunté, majoré éventuellement d’une assurance décès invalidité. Un apport ou une garantie peuvent être demandés. La plupart du temps, le bien immobilier financé peut-être constitué en une garantie du crédit (inscription du prêteur de deniers ou hypothèque conventionnelle). 
La durée du prêt, les intérêts, les modalités de remboursement varient en fonction du contrat. (Voir Types de crédits bancaires.)

##### Leasing ou crédit-bail
Voir crédit-bail. 
Le crédit-bail ou leasing est une opération de financement locatif. 
On distingue le crédit-bail mobilier du crédit-bail immobilier. 
Le crédit-bail mobilier est une opération de location de bien (matériel, machine, véhicule). Cette location permet de financer ces biens et l’entreprise en devient propriétaire à la fin du contrat de location. 
Le crédit-bail immobilier est similaire au crédit-bail mobilier. En effet, la location de biens immobilier à usage professionnel peut financer une partie du bien. La seule différence est que ce contrat propose une option d’achat (ou call en anglais) et ne permet donc par l’intégralité du financement à la fin du contrat de location. 

#### Crédits à court terme

##### Facilité de caisse ou découvert bancaire
Voir autorisation de découvert.
Le facilité de caisse est la possibilité de découvert bancaire de l’entreprise, du fait d’un décalage entre les entrées et sorties de trésorerie de l’entreprise. Il doit est temporaire et de courte durée. Il doit également être autorisé et écrit dans le contrat signé avec la banque. 

##### Escompte
Voir escompte.
L’escompte est une opération qui permet à l’entreprise de recevoir en avance, par la banque, la quasi-totalité d’une créance due par un client. Cette créance doit avoir, au préalable, fait l’objet d’un effet de commerce. Le montant versé est déduit des intérêts (frais et agios). 

##### Affacturage
Voir affacturage.
L’affacturage est un transfert de créance de l’entreprise à un organisme spécialisé auquel elle est liée par un contrat de recouvrement de créance. Cela permet une facilité de gestion des créances et des comptes clients, ainsi qu’une rapidité de financement de ces dernières. En effet, l’organisme verse à l’entreprise le montant de la créance (déduction faite d’une commission). Il s’occupe après de recouvrer les créances à la place de l’entreprise. De plus, cela permet à l’entreprise une garantie de paiement de ses créances en cas de défaut de paiement de ses clients. 

##### Le financement de créances en loi Dailly
Voir cession Dailly.
Le financement de créances en loi Dailly ou cession Dailly est un transfert de créances de l’entreprise. L’entreprise « vend » ses créances à un organisme financier. L’entreprise doit remettre à la banque un bordereau mentionnant l’ensemble des créances cédées, en échange elle reçoit la somme due (déduction faite des frais).

### Le financement par le marché financier
Voir marché financier.

#### L'action
Voir action (finance).
Une action est une valeur mobilière délivrée par une société de capitaux. L’ensemble des actions constituent le capital social de l’entreprise. L’actionnaire est donc propriétaire d’une partie du capital de l’entreprise, de ce fait elle jouit des droits qui y sont associés : intervenir dans la gestion de l'entreprise (droit de vote et droit d’information) et en retirer un revenu appelé dividende.

#### L'obligation
Voir obligation (finance). 
Une obligation est une valeur mobilière (ou titre) qui représente un emprunt émis sur un marché financier. L’obligataire (ou souscripteur, porteur de l’obligation) est créancier de l’entreprise, de ce fait il jouit de droits qui y sont associés : percevoir des intérêts et être remboursé. En achetant des obligations, un investisseur recherche un rendement avec un risque limite. L’émetteur d’une obligation est l’emprunteur.
Des agences de notation s’occupent de noter les obligations en fonction du profil de risque de leurs émetteurs. 

### Les autres moyens de financement

#### Le financement participatif
Voir financement participatif.
Le financement participatif (ou crowdfunding, crowdlunding) est un outil de financement alternatif qui permet de récolter des fonds via des plateformes spécialisé en financement participatif sur internet. Les projets et les investisseurs peuvent être de natures diverses.
Le financement participatif peut être réalisé selon différentes formes :
- Don (crowdfunding) : sans contrepartie, avec une contrepartie, sous la forme de pré-ventes ou de pré-commandes. Le don à une entreprise peut être soumis à la TVA et être considéré par le fisc comme l'achat (partiel) des services que fournit l'entreprise.
- Prêt (crowdlending) : sans intérêts, avec intérêts, en minibons.
- Investissement (crowdequity) : en capital, en obligations, contre des « royalties ».

#### Fonds d'investissement
Voir fonds d’investissement. 
Un fonds d’investissement ou de placement est un organisme de placement collectif qui regroupe plusieurs investisseurs dont les portefeuilles sont regroupés pour permettre d’investir dans divers actifs, actions, obligations…  En contrepartie, ils reçoivent des parts de fonds. 
On distingue différents types de fonds d’investissement : 
- Capital-risque : destiné à la création ou le développement à risque des entreprises (qui n’ont pas atteint le seuil de rentabilité) ;
- Capital-développement : destiné au développement des entreprises (qui ont déjà atteint le seuil de rentabilité) ;
- Capital-transmission : destiné à l’achat d’une entreprise.

#### Incubateur d'entreprise
Voir incubateurs d’entreprise. 
Un incubateur d’entreprise est un organisme qui propose un accompagnement et un accueil pour les projets de créations d’entreprises. Il propose des services tels que : l’hébergement, les conseils juridiques et financiers, l’aide à la recherche de financement, l’accès à un réseau et à des outils de développement. 
On distingue : 
- Les incubateurs à but non lucratif qui sont généralement des organismes publics ou partiellement publics. La plupart du temps, ils proposent une avance aux porteurs de projets (sur les loyers ou honoraires de services), qui est remboursable en cas de succès du projet.
- Les incubateurs à but lucratif qui ont un objectif de rentabilité de l’investissement (plus-value sur cession ou entrée en bourse). La plupart du temps, ils demandent un pourcentage du capital de la société.
- Les accélérateurs de startup qui se concentrent essentiellement sur les entreprises innovantes. La rentabilité pour les investisseurs est issue du rendement des activités de l’entreprise accompagnée.

#### LesCorporate ventures
Voir capital-investissement.
Les Corporate ventures ou capital-investissement est une forme d’investissement qui consiste en la mise en relation d’une grande entreprise avec une entreprise plus petite ou naissante. La première société consacre une partie de ses capitaux propres pour aider au développement ou procéder au rachat d’une autres société, généralement une start-up innovante. Cela permet à l’entreprise qui investis de d’intégrer la start-up et ses innovations à son actif. Cela permet à l’entreprise qui est en besoin de bénéficier d’un réseau, d’infrastructure et de moyens financiers et matériels, ainsi que des compétences de l’autre entreprise. 

#### Love Money
Voir love money.
La Love Money désigne l’investissement et l’entrée en capital des proches des détenteurs de l’entreprise. Ils ont les mêmes droits qu’un actionnaire (voir action). 
Il ne faut pas confondre la Love Money avec le prêt d’argent entre particulier et le don.

#### Business Angel
Voir business Angel.
Un Business Angel est une personne physique qui investis dans des sociétés et projets innovants à fort potentiel de croissance. Il apporte certes investissement financier, mais font également par de leurs expériences et de leurs compétences du monde de l’entreprise. 

#### Financement public
Le financement public désigne des aides spécifiques accordées à des personnes physiques ou morales afin de les aider dans le lancement, le maintien ou le développement de leurs activités professionnelles.
Le financement public peut aussi désigne des subventions d’investissements ou des subventions de fonctionnement versées par des organismes publics (État, collectivités…). 
Lien: https://www.collectivites-locales.gouv.fr/obtenir-des-subventions

#### Le prêt d'honneur
Voir association de prêts d’honneur. 
Le prêt d’honneur est un crédit à moyen terme (environ 2 à 5 ans) accordé à une personne et non à une entreprise, par une association spécialisée. Ce prêt a pour but d’aider la personne à créer ou reprendre une entreprise en créant un effet de levier lui permettant d’avoir accès à un crédit bancaire auquel il ne pourrait avec accès pour cause d’un apport insuffisant. Ce prêt est généralement sans garanties et sans intérêts soit à taux 0.

## Sociétés de courtage en financement professionnel
Voir courtier. 
Le courtier en financement professionnel est un professionnel du courtage qui sert d’intermédiaire entre les entreprises et les établissements de financement, il est indépendant des banques. Il a le statut d’intermédiaire en opération de banque et en service de paiement (IOBSP). 
C’est un intermédiaire entre l’entreprise et les établissements bancaires. De ce fait, il accompagne l’entreprise dans la constitution de son dossier de financement et négocie des solutions de financement aux meilleures conditions pour cette dernière.